# Kulturkaufhaus Dussmann

Logo

Das Kulturkaufhaus Dussmann (Eigenschreibweise: Dussmann das KulturKaufhaus) ist ein 1997 fertiggestelltes charakteristisches Geschäftsgebäude in der Berliner Friedrichstraße und Dorotheenstraße im Bezirk Mitte. Seinen Namen erhielt es nach dem Erbauer und ersten Hauptnutzer, dem Unternehmer Peter Dussmann. Heute befinden sich in dem Gebäude ein Medienkaufhaus auf fünf Etagen und verschiedene Büroräume, unter anderem die Hauptverwaltung der Dussmann Group.

## Geschichte
Auf dem Areal befanden sich bis zu ihrer Zerstörung im Zweiten Weltkrieg Gebäudezeilen im Gründerzeit-Stil. In den späten 1940er Jahren wurden alle Kriegsruinen enttrümmert. An dieser Stelle blieben einzelne Wohnhäuser und eine Brache, die über Jahrzehnte weitestgehend sich selbst überlassen war. Nach der Maueröffnung hatte sich das Dienstleistungsunternehmen Dussmann in Ost-Berlin neu etabliert und das Management suchte nach einem Standort für einen Büroneubau. 1997 wurde der Neubau im Zentrum von Berlin eröffnet. Geplant war die Vermietung der unteren Etagen an einen Buchhändler oder eine Modekette. Ein Interessent fand sich jedoch nicht, weswegen der Bauherr entschied, die Verkaufsetagen selbst zu nutzen. Das Gebäude erhielt den Namen Dussmann-Haus, später werbewirksamer „Dussmann das KulturKaufhaus“.
Zunächst wurden 4.700 m² mit einem Medienmix bestückt, wobei die Klassik-Abteilung die größte ihrer Art in Europa war. Im ersten Jahr zählte Dussmann zwei Millionen Kunden, machte 28 Millionen DM Umsatz und hatte die schwarze Null unerwartet früh in greifbarer Nähe. Inzwischen (Stand in den 2010er Jahren) werden auf einer über 7.000 m² großen Verkaufsfläche in fünf Etagen in sieben verschiedenen Abteilungen Bücher einschließlich Hörbücher und Noten, CDs, DVDs sowie sonstige Büromaterialien (genannt Papétrie) angeboten.
Im Juni 2022 feierte das Kulturkaufhaus Dussmann sein 25-jähriges Jubiläum als „Deutschlands größtes Medienkaufhaus“ mit einer großen Kundenkampagne.
Der Umsatz des Kaufhauses belief sich 2021 auf 30 Millionen Euro (2020: 25 Millionen Euro).
Regelmäßig gibt es Leseabende, Signierstunden und Musikveranstaltungen.
Im Jahr 2004 wurde die umgebaute dritte Etage für Besucher eröffnet, die bisher Büros der Dussmann-Gruppe beherbergt hatte. Die Spezialabteilung für Musikalien im Seitengebäude des Dussmann-Hauses konnte 2008 deutlich vergrößert werden. Im Jahr 2010 wurde begonnen, fremdsprachige Materialien konzentriert anzubieten. Zunächst richtete das Management eine englischsprachige Abteilung in einem Seitenflügel ein.

## Baubeschreibung und Ausstattung
Der Baukomplex wurde von den Architekten Miroslav Volf (Saarbrücken), Mario Campi und Franco Pessina (beide Lugano) entwickelt und errichtet. Er entstand in einer modernen Formensprache mit Anlehnung an die historische Tradition einer straßennahen Bebauung aus modernen Baumaterialien und mit Arkadengängen.
Das Bürohaus besitzt acht Stockwerke, von denen die fünf unteren für den Verkauf genutzt werden. Die darüber liegenden Etagen dienen der Hauptverwaltung der deutschen Dussmann-Gruppe. Weitere Mieter sind Vodafone, zwei Gastwirte, ein Kaffeehausbetreiber und seit 2008 Care Deutschland. Genaugenommen besteht das KulturKaufhaus aus mehreren Bauteilen – dem auffälligen Arkadenbau in der Friedrichstraße, der bis an den Fahrbahnrand vorgezogen ist und dessen Fassade ab der siebenten Etage zurückspringt, womit die Vorgaben der Berliner Traufhöhe formal erfüllt werden – sowie beiderseits östlich anschließende historische Sandstein-Fassaden von vier Geschossen (in der Dorotheenstraße als auch in der Mittelstraße). Nach Osten hin wird der mehrgliedrige Bau von einem modernen Bauteil mit Liefereinfahrten abgeschlossen.

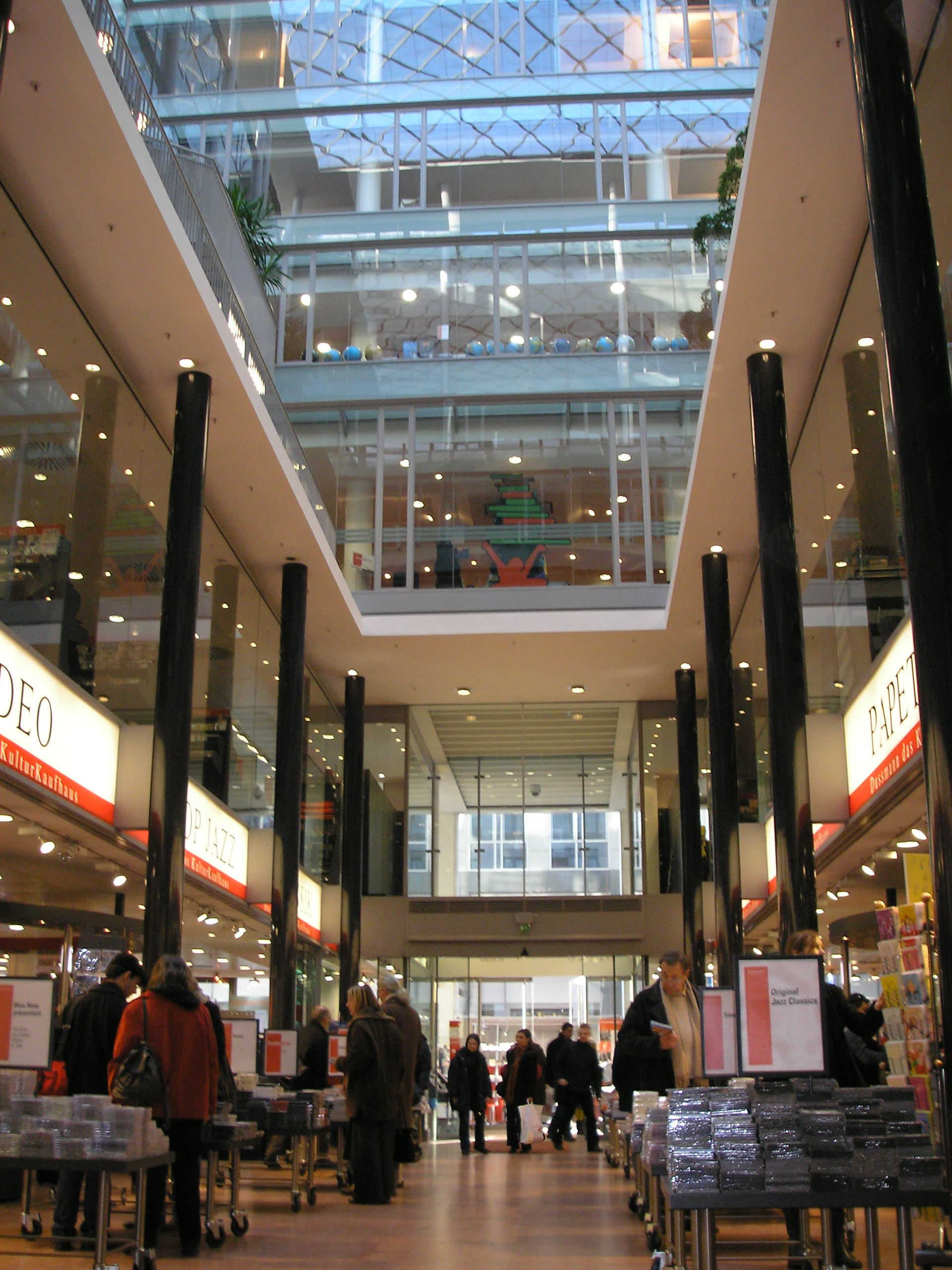
Innenansicht

Die beiden unteren Ladenflächen sind großzügig gestaltet mit einem nach oben offenen Mittelgang, in den über ein pyramidenförmiges Glasdach Tageslicht einfällt. Außerdem führen Rolltreppen zu den Angeboten und Leseecken in der zweiten Etage. Das Medienkaufhaus beherbergt auf fünf Etagen rund 10,5 Millionen Produkte und über 800.000 Kulturmedien aus den Bereichen Buch, Tonträger, Film, Noten und Design. Hinzu kommen ein „English & International Bookshop“ für internationale Literatur und die „KulturManufaktur“, in der eigene Schallplatten und Druckerzeugnisse produziert werden können.
An einer senkrechten Wand neben den Rolltreppen befindet sich ein Vertikaler Garten, der im Jahr 2012 durch den französischen Botaniker Patrick Blanc neu gestaltet wurde. Die begrünte und berieselte Tropenlandschaft ist 270 Quadratmeter groß, besteht aus über 6600 Pflanzen und wird vom Künstler als „pflanzliche Wand“ (Mur Végétal) bezeichnet. Eine originale Sphinx der Königin Hatschepsut (1475 v. Chr.), eine Dauerleihgabe des Ägyptischen Museums Berlin, im Eingangsbereich bildet ebenfalls einen Hingucker für die Besucher des Hauses. An einer Seitenwand ist das Lichtkunstwerk Lunatique neonly No. 8. (1999) des französischen Künstlers François Morellet installiert. Teppichböden, Möbel aus hellem Buchenholz, lederbezogene Sessel und modern gestylte Leuchten komplettieren das Ambiente.

## Lage und Grundfläche
Das Bauwerk befindet sich mit einem über den gesamten Gehweg reichenden Arkadengang mit einem Kundeneingang auf der Ostseite der Friedrichstraße (Höhe Hausnummer 90). Es wird nördlich begrenzt durch die Dorotheenstraße, wo sich zwei weitere Kundeneingänge befinden, und südlich durch die Mittelstraße, wo sich ebenfalls ein Kundeneingang befindet. An seine in Nord-Süd-Richtung verlaufenden östlichen Baukörperteile schließen sich direkt weitere Neubauten anderer Unternehmen an. Die bebaute Grundfläche des Dussmann-Hauses beträgt etwa 3.700 m².
Zum Bahnhof Friedrichstraße und zum Boulevard Unter den Linden sind es nur wenige Schritte.

## Trivia
Der Musiker Betterov widmete 2021 dem Kulturkaufhaus Dussmann den Post-Punk-Song Dussmann, zu dem es ein offizielles Musikvideo in schwarzweißen bewegten Bildern gibt. Außerdem erschien von dem Künstler 2021 das Live-Album Betterov & Friends: Die Dussmann-Session.